# Артюшенко, Игорь Андреевич
Игорь Андреевич Артюшенко (укр. Ігор Андрійович Артюшенко, род. 21 сентября 1984) — украинский политик и общественный деятель, председатель гражданско-политического объединения «Украинское дело» в Запорожье, один из лидеров протестного движения Евромайдан в Запорожье. Народный депутат Украины 8-го созыва (2014 — 2019, блок Петра Порошенко). Депутат Запорожского областного совета от фракции Европейская Солидарность (с 2020). С 2022 служит в ВСУ, участник боевых действий (битва за Киев, освобождение Николаевской, Херсонской областей, оборона Бахмута).

## Биография
Игорь Артюшенко родился в семье инженеров в Запорожье.
В 1999 году он закончил 9 классов средней школы в образовательном комплексе «Контакт» в Запорожье и поступил в музыкальное училище имени Платона Майбороды, закончив его в 2003 году по классу фортепиано и получив квалификацию младшего специалиста, преподавателя фортепиано.
С 2003 года по 2009 год Игорь Артюшенко учился в Запорожском государственном медицинском университете и закончил его в 2009 году получив специальность врача. Одновременно с учёбой в 2006—2009 годах Артюшенко работал медбратом в городской больнице № 5 в отделении анестезиологии и интенсивной терапии, в отделении политравмы. В 2006 году он стал заместителем председателя студсовета медицинского университета и оставался на этой должности до окончания обучения в университете.
В 2010 году Артюшенко перешёл на работу в коммерческие структуры, связанные с здравоохранением: с 2010 по 2012 год работал специалистом фирмы «Микролайф-Сервис», а с 2012 по февраль 2014 года — национальным менеджером в компании «Долфи-Украина». Из «Долфи-Украина» он был вынужден уволиться из-за ареста в связи с событиями Евромайдана.
В 2011 году Игорь Артюшенко поступил в магистратуру Запорожского национального университета по специальности «управление финансово-экономической безопасностью», и в 2013 году получил степень магистра, защитив работу «Проблемы безопасности государственного бюджета».

### Общественно-политическая деятельность
Параллельно с работой и учёбой Игорь Артюшенко много занимался общественно-политической деятельностью, в основном поддерживая национально-патриотические течения. В 2006 году он вступил в ряды ВО «Свобода» и стал заместителем председателя областной организации по связям с общественностью. В 2009 году Артюшенко вышел из ВО «Свобода» и возглавил запорожскую областную молодёжную организацию «Небо», проработав в ней до 2012 года.
В 2011—2014 годах Артюшенко принимал участие в деятельности множества общественных организаций, в том числе международной благотворительной организации «Центр национального возрождения», гражданского движения «Честно», общественно-политической организации «Украинское дело», антикоррупционном движении «Стоп-откат», занимая во всех них руководящие позиции.
С началом протестного движения Евромайдана в конце 2013 года Игорь Артюшенко активно включился в него в составе «Украинского дела», организовав протестное движение в Запорожье. На протяжении ноября 2013 — февраля 2014 задерживался и арестовывался органами внутренних дел, неизвестные лица повреждали его автомобиль. В феврале 2014 года, после смены власти в Киеве, Артюшенко был освобождён из под ареста и возглавил газету «Украинское дело. Запорожье».
Уже в статусе депутата в августе 2015 года Игорь Артюшенко возглавил запорожскую городскую организацию Блока Петра Порошенко, а в июле 2016 возглавил областную организацию партии.

### Депутат Верховной Рады
В 2014 году Игорь Артюшенко принял участие в выборах в Верховную Раду 8-го созыва по мажоритарному округу № 75 от Блока Петра Порошенко и был избран депутатом, набрав 29,91 % голосов. В Раде Артюшенко являлся заместителем председателя комитета по вопросам предотвращения и противодействия коррупции. Помимо основной фракции (Блока Петра Порошенко), Артюшенко участвовал в работе межфракционных депутатских объединений «Запорожская сечь» и «Самооборона Майдана». В Верховной Раде Артюшенко занимался реформами антикоррупционного законодательства, он автор нескольких законопроектов в области защиты прав потребителей, противодействия коррупции и лицензирования.
В сентябре 2015 года Игорь Артюшенко поддержал общественную акцию по блокированию сообщения с Крымом. В качестве депутата он также внёс в парламент ряд законопроектов, касающихся конфликта на востоке Украины, в том числе законопроект о льготах для военнослужащих, об ограничении вещания медийных программ и другие.
По данным электронной регистрации Игорь Артюшенко посетил около 93 % пленарных заседаний. По версии независимой аналитической платформы VoxUkraine, по Индексу поддержки реформ, Игорь Артюшенко вошёл в десятку самых эффективных народных депутатов восьмой сессии Верховной Рады Украины восьмого созыва, которые поддерживали реформаторские законы.
1 ноября 2018 года были введены российские санкции против 322 граждан Украины, включая Игоря Артюшенко.

## Семья
Игорь Артюшенко женат, в семье воспитываются двое детей.